# Ying Tsiang
Ying Tsiang (蒋英, pinyin Jiǎng Yīng), född 1898 i Kunshan, död den 6 mars 1982, var en kinesisk botaniker, pteridolog och politiker
Auktorsnamnet Tsiang kan användas för Ying Tsiang i samband med ett vetenskapligt namn inom botaniken; se Wikipediaartiklar som länkar till auktorsnamnet.